# San Marino la Concursul Muzical Eurovision
San Marino a participat la Concursul Muzical Eurovision de 15 ori de la debutul acesteia din 2008, dar a intrat doar de patru ori în finală in 2014, cu melodia "Maybe", interpretată de Valentina Monetta, în 2019 cu melodia "Say Na Na Na" de Serhat, cu care s-au clasat pe locul 19, cel mai bun plasament de până acum, în 2021 cu melodia "Adrenalina", interpretată de Senhit, și în 2025, cu "Tutta l'Italia", de Gabry Ponte, ocupând ultimul loc în finală.

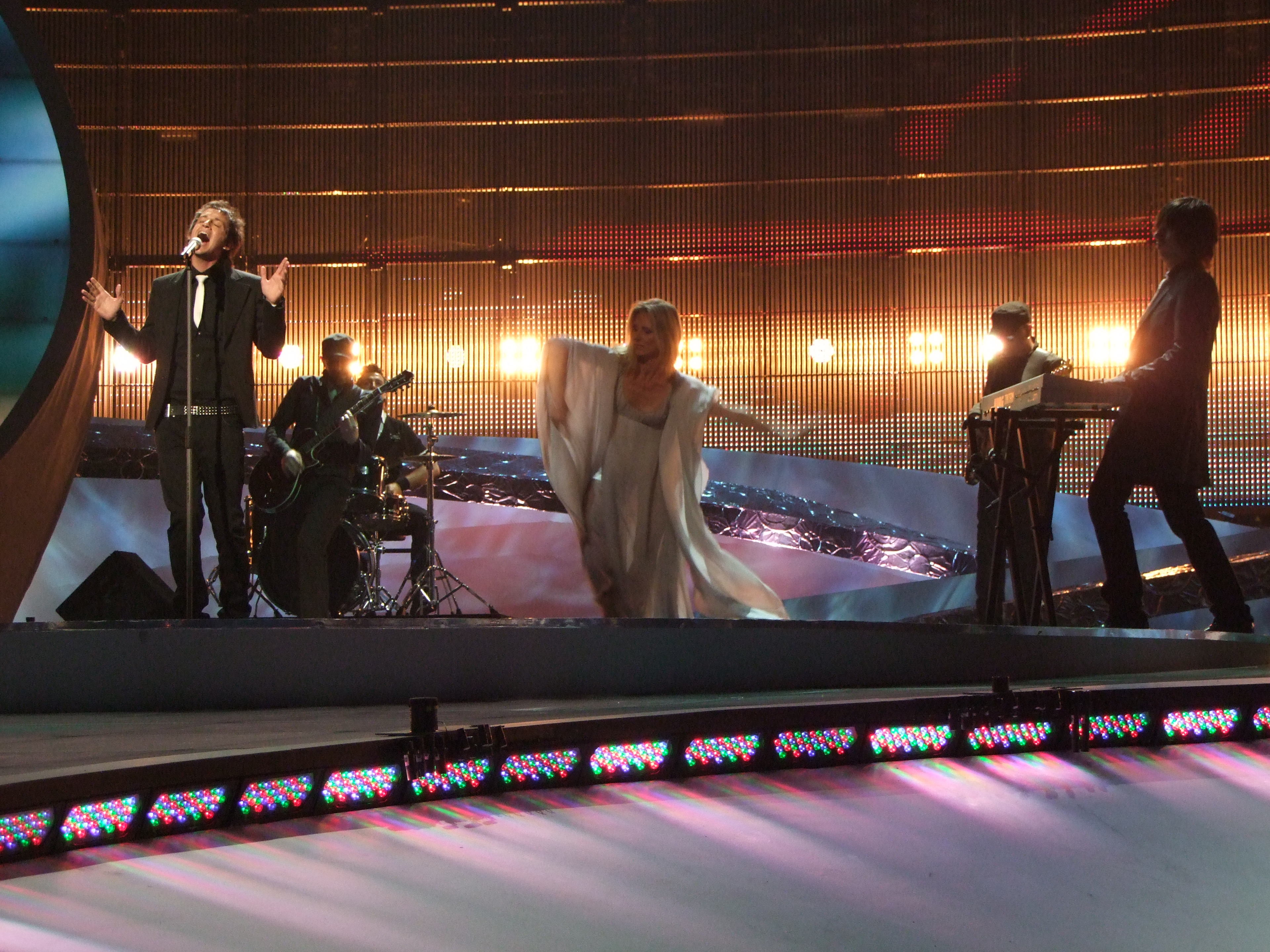
Miodio la Belgrad(2008)

## Debutul din 2008
În iunie 2007, Radiotelevisione della Repubblica di San Marino (SMRTV) și-a arătat interesul de a participa la concurs în viitorul apropiat, totul depinzând de interesul acționarilor, dar special de RAI, radioteleviziunea italiană, care s-a retras din concurs din anul 1997. Cinci luni mai târziu, radioteleviziunea SMRTV și-a confirmat participarea la Concursul Muzical Eurovision 2008 din Belgrad.
Prima intrare a San Marino la Concursul Muzical Eurovsion a fost Miodio, cu melodia în limba italiană "Complice". San Marino are onoarea de a fi a 50-a participantă în concurs, participând a 5-a în prima semifinală din 2008. Dar, Miodio nu a reușit să se califice în finală, obținând numai 5 puncte în total, terminând pe ultimul loc. Totuși, câștigătorul concursului din 2008, Dima Bilan, și-a încheiat "turul castigatorului" in San Marino. SMRTV a difuzat tot show-ul din 2008.

## Retragere
Inițial, SMRTV a vrut să participe la concursul din 2009 din Moscova, Rusia. Ministrul culturii al San Marino a anunțat imediat după concursul din 2008 că "speră să se întoarcă". SMRTV a spus că vor revizui concursul din 2008, iar spre sfârșitul anului vor avea un răspuns în privința participării in 2009.
S-a zvonit apoi că țara nu va participa la concursul din 2009, din cauza rezultatului slab din anul precedent. În final, SMRTV a anunțat că țara nu va participa la concursul din 2009, deși au aplicat pentru participare. Radioteleviziunea a specificat că nu s-au retras din cauza rezultatului din 2008, ci din cauza problemelor financiare ale SMRTV.
San Marino nu s-a intors la  Concursul Muzical Eurovision 2010, tot din motive financiare. Radioteleviziunea a anunțat că speră să revină în competitie într-un viitor apropiat și a discutat și posibilitatea participarii la Concursul Muzical Eurovision Junior.

## Revenire
SMRTV a aplicat o cerere pentru a participa in 2011 și a fost confirmată. Aceasta avea să fie a doua participare a San Marino la Eurovision.
Cantăreața Senit a fost anunțată a fi reprezentanta San Marino din Concursul Muzical Eurovision 2011, ce urma să se desfasoare în Düsseldorf, Germania.
A cântat "Stand by", o piesă în limba engleză. Ca și în 2008, SMRTV a difuzat întreg concursul. San Marino nu a reusit să se califice în finală pentru a doua oară, terminând pe locul 16 din 19 participanți din semifinala 1, obținând 34 de puncte.

## 2014
San Marino a anunțat ca Valentina Monetta va reprezenta din nou țara cu piesa "Maybe (Forse)".
De data aceasta ea s-a calificat în finala pe locul 10 cu 40 de puncte și a luat, in finală, locul 24 din 26 cu 14 puncte.

## Participări
| An   | Gazda      | Artist                             | Titlu                     | Finala | Puncte | Semifinala | Puncte |
| ---- | ---------- | ---------------------------------- | ------------------------- | ------ | ------ | ---------- | ------ |
| 2008 | Belgrad    | Miodio                             | "Complice"                | X      | X      | 19         | 5      |
| 2011 | Düsseldorf | Senit                              | "Stand By"                | X      | X      | 16         | 34     |
| 2012 | Baku       | Valentina Monetta                  | "The Social Network Song" | X      | X      | 14         | 31     |
| 2013 | Malmö      | Valentina Monetta                  | "Crisalide (Vola)"        | X      | X      | 11         | 47     |
| 2014 | Copenhaga  | Valentina Monetta                  | " Maybe (Forse)"          | 24     | 14     | 10         | 40     |
| 2015 | Viena      | Michele Perniola & Anita Simoncini | "Chain of Lights"         | X      | X      | 16         | 11     |
| 2016 | Stockholm  | Serhat                             | "I Didn't Know"           | X      | X      | 12         | 68     |
| 2017 | Kiev       | Valentina Monetta & Jimmie Wilson  | "Spirit Of The Night"     | X      | X      | 18         | 1      |
| 2018 | Lisabona   | Jessika ft Jenifer Brening         | "Who We Are"              | X      | X      | 17         | 28     |
| 2019 | Tel Aviv   | Serhat                             | "Say Na Na Na"            | 19     | 77     | 8          | 150    |
| 2020 | Rotterdam  | Senhit                             | "Freaky!"                 | Anulat | Anulat | Anulat     | Anulat |
| 2021 | Rotterdam  | Senhit feat. Flo Rida              | "Adrenalina"              | 22     | 50     | 9          | 118    |
| 2022 | Torino     | Achillie Lauro                     | "Stripper"                | X      | X      | 14         | 50     |
| 2023 | Liverpool  | Piqued Jacks                       | "Like an Animal"          | X      | X      | 16         | 0      |
| 2024 | Malmö      | Megara                             | "11:11"                   | X      | X      | 14         | 16     |
| 2025 | Basel      | Gabry Ponte                        | "Tutta l'Italia"          | 26     | 27     | 10         | 46     |